# Anania labeculalis
Anania labeculalis is een vlinder van de familie van de grasmotten (Crambidae). De wetenschappelijke naam van deze soort is voor het eerst voorgesteld als Botis labeculalis door George Duryea Hulst in een publicatie uit 1886. De spanwijdte bedraagt 17 tot 20 millimeter.
De soort komt voor in de westelijke helft van de Verenigde Staten.